# Israel (basquetebolista)
Israel Machado Campelo Andrade (Salvador, 17 de janeiro de 1960) é um jogador profissional brasileiro de basquetebol.

## Trajetória esportiva
Iniciou sua carreira aos 15 anos no Clube Carnavalesco Fantoches da Euterpe, em Salvador, no estado da Bahia. Defendeu clubes como o Corinthians, Monte Líbano, Guaru (Guarulhos), Liga Angrense, Trianon Clube, Bandeirantes/Barueri, Mackenzie/Microcamp/Barueri, Hebraica/Blue Life e ainda disputou sete temporadas na Itália. Jogou as fases finais do Campeonato Nacional de Portugal em 1981 e 1982, sagrando-se campeão nacional português pelo Sporting Clube de Portugal.
Foi quatro vezes campeão brasileiro com o Monte Líbano (1982, 1984, 1985 e 1986).
Na Seleção Brasileira de Basquetebol Masculino, Israel participou de três Olimpíadas, três campeonatos mundiais, quatro sul-americanos, uma Copa América. Fez parte da equipe que conquistou a medalha de ouro nos Jogos Pan-Americanos de 1987, em Indianápolis. Sua primeira convocação foi em 1979, no Sul-Americano Juvenil.
Encerrou a carreira profissional em 2002, jogando pela Hebraica.
Ainda hoje joga basquete na categoria master, participando dos torneios Norte/Nordeste, Brasileiro e Mundial.